# Byxtjärnen (Dorotea socken, Lappland)
Byxtjärnen är en sjö i Dorotea kommun i Lappland och ingår i Ångermanälvens huvudavrinningsområde.